# Челнинське сільське поселення
Челни́нське сільське поселення (рос. Челнинское сельское поселение) — сільське поселення у складі Хабаровського району Хабаровського краю Росії.
Адміністративний центр та єдиний населений пункт — село Челни.

## Населення
Населення сільського поселення становить 70 осіб (2019; 97 у 2010, 102 у 2002).